# Cannabis ruderalis
Ruderalis sau cânepa sălbatică, este o specie de plante din familia cânepei care crește natural în Europa, Rusia, America și Asia.
Spre deosebire de celelalte plante din familia Cannabis aceasta este lipsită de cannabinoizi psiho-activi precum THC (tetrahydrocannabinol) sau CBD (cannabidiol) care se află în concentrații extrem de mici (sub 0.1%). Ruderalis nu se compară cu proprietățile celorlalte 2 subspecii, cu toate acestea are un proces genetic de autoînflorire în funcție de vârsta ei cronologică și nu în funcție de lumină/zi, care nu se gasesșe la sativa sau indica.
Planta este folosită în industrie pentru fibrele sale foarte dure și pentru conținutul de CBN (canabinol) care este folosit la tratarea insomniei, apetitului scăzut și a parkinsonului. CBN-ul blochează efectul de refluxie a Acetilcolinei care este responsabilă pentru contracțiile musculare și spasme. Totodata CBN inhibă activitatea Hipotalamusuluii care este responsabil pentru pofta de mâncare și descompunerea serotoninei în melatonină. Efectele medicale ale Ruderalisului au fost recunoscute la nivel mondial, iar în urma cercetărilor fiind lipsită de substanțe psiho-trope planta este legală la nivel mondial fiind recunoscută ca parte din flora pământului. În prezența luminii planta face fotosinteza eliminând Oxigen și CBL (canabicyclol) care de asemenea are efecte benefice asupra sănătății. Planta este considerată de ornament în Asia pentru acest proces, CBL-ul fiind un reductor al stresului, îmbunătățind circulația sângelui și performanța creierului. Planta este folosită și pe post de clonă fiind rezistentă la factorii de mediu, planta este supusă la teste pentru descoperirea de noi gene ale modificării ADN-ului plantelor fiind folosită în cercetare și biochimie. Planta conține de asemenea glande secretoare de seve aromatice (lămâie, fructe de pădure, căpșuni etc.) creând un miros plăcut este folosită ca plantă ornamentală în majoritatea părților lumii.
1. ↑  Australian Plant Name Index